# ريتشارد مكوي جونيور
ريتشارد مكوي جونيور (بالإنجليزية: Richard McCoy, Jr.) هو عسكري أمريكي، ولد في 7 ديسمبر 1942 في كينستون في الولايات المتحدة، وتوفي في 10 نوفمبر 1974 في فرجينيا بيتش في الولايات المتحدة بسبب إصابة بعيار ناري.